# Новопокровка (Ижморский район)
Новопокро́вка — деревня в Ижморском районе Кемеровской области. Входит в состав Колыонского сельского поселения.

## География
Центральная часть населённого пункта расположена на высоте 174 м над уровнем моря.

## Население
| 2010 |
| ---- |
| 31   |

### Половой состав
По данным Всероссийской переписи населения 2010 года, в деревне Новопокровка проживало 31 человек (14 мужчин, 17 женщин).

## Известные уроженцы
- Прудников, Михаил Сидорович (1913—1995) — советский военачальник, генерал-майор, Герой Советского Союза.